# Ljudmyla Semykina
Ljudmyla Mykolajiwna Semykina (ukrainisch Людмила Миколаївна Семикіна; * 23. August 1924 in Odessa, Ukrainische SSR; † 12. Januar 2021) war eine ukrainische Künstlerin, Malerin und Textildesignerin. Sie stand den Dissidenten der Sechziger nahe und erhielt 1997 den Taras-Schewtschenko-Preis.

## Werdegang
Ljudmyla Semykina schloss 1953 ihr Studium am Staatlichen Kunstinstitut in Kiew ab. Danach malte sie Ansichten von Odessa sowie des Schwarzen Meeres, Landschaften und Stillleben. Für die Universität Kiew erstellte sie 1964 mit Alla Horska und Halyna Sewruk eine von Opanas Salywacha (1925–2007) entworfene Glasmalerei, die später auf behördliche Anweisung zerstört wurde. Das fünfteilige Bildnis enthielt eine Darstellung des Lyrikers Taras Schewtschenko.
Semykina trat 1963 dem Club der kreativen Jugend in Kiew, der den Dissidenten nahestand, bei. Wegen ihrer Aktivitäten wurde sie für ein Jahr aus der Union der Künstler der Ukraine ausgeschlossen. Im April 1968 unterzeichnete sie mit 138 Wissenschaftlern und Kulturschaffenden den „Protestbrief 139“ (Kiewer Brief, Лист-протест 139)  an die sowjetische Führung Leonid Breschnew, Alexej Kossygin und Nikolai Podgorny, in dem sie ein Ende der politischen Prozesse gegen Dissidenten und die Einhaltung der Grundsätze der sozialistischen Demokratie forderten. Semykina wurde 1968 aus der Union der Künstler der Ukraine ausgeschlossen, Horska 1970 unter ungeklärten Umständen umgebracht. Ihre Wiederaufnahme in den Künstlerverbands war erst 1988, in der Zeit von Glasnost, möglich.
Semykina entwarf in den 20 Jahren des Ausschlusses Mäntel und Kleidungsstücke mit Motiven ukrainischer Volkskleidung. Für den Film Sachar Berkut (1972, deutsch: Entscheidung im Felsental) unter der Regie von Leonid Ossyka war sie 1970 kostümbildnerisch tätig.